# ブーフーウー
『ブーフーウー』 (Boo Foo Woo)は、1960年（昭和35年）9月5日から1967年（昭和42年）3月28日までNHK総合テレビで放送されていた着ぐるみによる人形劇。
関連商品には平仮名で『ぶーふーうー』と表記されたものもあった（朝日ソノラマのソノシートや、フレーベル館の『トッパンのキンダー絵本』など）。

## 概要
本作の放送開始前年の1959年（昭和34年）10月放送開始の幼児教育番組『おかあさんといっしょ』がそれまでの月曜のみの放送から、月 - 土曜日の午前10時05分 - 30分放送の帯番組に改編されると同時に、その月曜、火曜のコーナーとしてスタートしたものである。帯番組改編当初、同番組の他の曜日のコーナーには「いいものつくろ」「こんな絵もらった」などがあった が、時間帯を他のコーナーとシェアしない、事実上独立した番組で、週2回放送され、しかも長期間（7シーズン）続いたのは当時は本作のみであった。なお、1966年（昭和41年）からは『うたのえほん』も『おかあさんといっしょ』に併合された。
歴代人形劇としては放送年数が6年7か月と非常に長く、後に1988年（昭和63年）に第8作『にこにこ、ぷん』が記録を塗り替えるまで、最長の年数だった作品である。

### 作品概要
西洋の昔話の『三匹の子ぶた』を題材に、その後日談という設定で、メキシコ風の舞台設定に、長男のブー、次男のフー、三男のウーという3匹の子ぶたと、彼らを食べようとするオオカミの絡むコメディ風の物語。放送の途中でオオカミと子ぶたたちは仲良くなった。また、ユーモラスなゆうれいや、かわいいがわがままなインコのペロちゃんなどの脇役もおり、子供たちに人気を博した。
進行役のおねえさんは、放送開始当初は女優の荻昱子で、1965年（昭和40年）11月に里見京子に交代した。
番組はおねえさんがかばんの中からブーフーウーのぬいぐるみを取り出して、舞台の上の子ぶたたちの小さな家の前にセットすることから始まる。壁に取り付けられた大きなハンドルを廻してネジを巻き、ペロちゃんがハンドルの下にあるボタン（エレベーターホールに設置されているようなもの）を押すと舞台の上で三匹がギニョール（操り人形）によって動き始める。ここから場面は着ぐるみに変わるが、この変化は実際にぬいぐるみが動くように見えたため当時の子供たちを不思議がらせた。オオカミはビスケットが大好きで、よくおねえさんにビスケットをもらっていたが、この場面は小さな人形のオオカミと大きな実物のおねえさんのやりとりであり、オオカミでさえかわいい存在だった。番組終了で子ぶたたちはおねえさんによってカバンにしまわれた。
モノクロ制作であり、NHKに現存する放送テープとしては最終回およびそのひとつ前の回しか映像が残っていないとされている。ただし、おねえさんが荻昱子時代のカラーフィルム映像の存在も確認されており、1964年（昭和39年）11月に「特集 世界を結ぶNHK」という番組内で使用された映像である。
放送ライブラリーでは最終回が公開。

## キャスト

### レギュラー
ブー
声 - 本野麻耶 → 大山のぶ代、操演 - 東京放送児童劇団の小学生
3兄弟の長男。ぶつぶつと文句が多く、ブーブーと愚痴をこぼすぶつぶつ屋。闘牛士の衣装を着用している。ペロちゃんのことが好き。太鼓をたたくのが得意。
以前、わらの家を作った。
フー
声 - 三輪勝恵、操演 - 東京放送児童劇団の小学生
3兄弟の次男。弱虫で、すぐくたびれてフーフーというくたびれ屋。頭にソンブレロを被り、メキシコの民族衣装を着用している。
以前、木の家を作った。
ウー
声 - 黒柳徹子、操演 - 東京放送児童劇団の小学生
3兄弟の三男。何事にも一生懸命で、ウーウーと頑張るしっかり者。オーバーオールを着用している。
以前、レンガの家を作った。
オオカミ
声 - 永山一夫、操演 - 高橋悦史（1960年9月 - 1962年3月）、高見映（1962年4月 - 1967年3月）
3匹の宿敵だったが途中から3匹と仲良しになる。
好きな食べ物はビスケット。
ペロちゃん
声 - 堀絢子
インコの女の子。子ぶた達とは違い、壁のネジを巻かなくても動ける。シリーズの後半から登場。
ゆうれいさん
声 - 八木光生
シリーズの後半から登場。
おねえさん
演 - 荻昱子（おぎいくこさん、1960年9月 - 1965年11月9日） → 里見京子（さとみさん、1965年11月15日 - 1967年3月28日）、荒木道子（代役）、轟夕起子（代役）

## スタッフ
- 作 - 飯沢匡[8]
- 音楽 - 小森昭宏[8]
- 音楽制作 - オーケストル・リーブル[8]
- 人形操演 - 劇団しいのみ、劇団こぐま
- 人形操作 - ひとみ座[8]
- 人形制作 - 大理社
- 振付 - 三輝容子[8]
- キャラクターデザイン - 土方重巳[8]
- 制作・著作 - NHK

## 楽曲
すべて、作詞は飯沢匡、作曲は小森昭宏によるもの。
主題歌
- ブーフーウー

挿入歌
- ウーはりこうなこども
- おいしいな
- おなべのおんがくたい
- おれはいじわる狼だ
- おれはのけもの
- かわいいペロちゃん
- さあ、さあ、かえりましょう
- さとみさんどうしたの
- じゅんばんのうた
- てんらんかいのうた
- とってもとってもいやなおと
- ひどいわ
- わたしのたいこ

## ファミリーコンサート
| 公演   | タイトル    | 出演者（一部を除く） |
| ------ | ----------- | --- |
| 1990年 | げんき♥元気 | 坂田おさむ、神崎ゆう子、馮智英、天野勝弘、古今亭志ん輔 じゃじゃまる、ぴっころ、ぽろり 林アキラ、森みゆき ゴロンタ、トムトム、チャムチャム ブンブン、つね吉、ごじゃえもん ブー、フー、ウー |

## 最終回とその後
最終回では「テレビでの放送は終わりですが、ブーフーウーの3人は引き続きメキシコのサボテンのあるところで遊んでいますよ」のセリフで本作を終えた。この放送は『青春TVタイムトラベル』（1992年〈平成4年〉12月24日、NHK BS2）、『ETV50 もう一度見たい教育テレビ』（2009年〈平成21年〉5月4日、教育テレビ）などで幾度か放送されている。
1971年（昭和46年）10月22日に放送された『スタジオ102』で、「ブーフーウーのおおかみさん北朝鮮に帰る」と題したニュースをウー役の黒柳が読んだ。これはオオカミ役の永山が在日朝鮮人の帰還事業により北朝鮮に渡ったもので、その後消息不明とされていだが、2023年（令和5年）2月23日にライターの尾形敏朗のツイートによると、尾形が黒柳に10数年前に取材した際に永山は故人であり、息子が医者をしているとのこと。
同年から『おかあさんといっしょ』内で放放された、同じく飯沢原作の着ぐるみ劇『とんでけブッチー』の中で、ブッチー（犬のキャラクター）たち一行が気球に乗って訪ねる先の一つにメキシコの砂漠があり、そこでブーフーウーとオオカミが不定期出演のゲスト的な形で再登場していた。内容は、子ぶたたちとオオカミとの攻防があり、その後、仲良くなる、というオリジナルに似た話が展開される中にブッチーたちの訪問が絡むものだった。しかし、子ぶたたちとオオカミの和解を見届ける形で、ブッチーたちのメキシコ訪問がなくなり、話は他の訪問国に移っていき、子ぶたたちのゲスト出演はなくなった。
穂村弘の歌集『シンジケート』（1990年〈平成2年〉）にブーフーウーが登場する短歌が収録されている。
2010年（平成24年）7月13日放送の連続テレビ小説『ゲゲゲの女房』で主人公の漫画家・村井茂（水木しげる、演 -向井理）がモノクロテレビを購入する場面があり、その中で茂がテレビを視聴するところ で、本作が映し出されていた。

## リバイバル版
1976年（昭和51年）から1年間、『おかあさんといっしょ』内のコーナー『ペリカンおばさん」と並行する形でリバイバル版が制作され、放映された。ブー役はオリジナル版と同じ大山が、フー役は増山江威子、ウー役は黒柳徹子が当時アメリカ留学していた関係から堀絢子が務めた。

## 児童書

### トッパン・フレーベル館
トッパンの人形絵本
- 三びきのこぶた（1954年〈昭和29年〉） - 「ブーフーウー」の原点となった作品。
- 三びきのこぶたのたんじょうび（1955年〈昭和30年〉）

トッパンのキンダー絵本
- ぶーふーうーのちょうちょとり（1961年〈昭和36年〉）
- ぶーふーうーのおせんたく（1962年〈昭和37年〉）
- ぶーふーうーのきしゃごっこ（1963年〈昭和38年〉）
- ぶーふーうーのびすけっと（1963年）
- ぶーふーうーとぼうえんきょう（1964年〈昭和39年〉）
- ぶーふーうーのてんらんかい（1964年）

### 理論社
- ブーフーウー（作：飯沢匡、絵：土方重巳）

1977年（昭和52年）出版。1982年（昭和57年）にはフォア文庫から出版され、2006年（平成19年）には復刻版が出版。